# Centropogon balslevii
Centropogon balslevii är en klockväxtart som beskrevs av Jeppesen. Centropogon balslevii ingår i släktet Centropogon och familjen klockväxter. Inga underarter finns listade i Catalogue of Life.